# Taraxacum pallidipes
Taraxacum pallidipes — вид квіткових рослин з родини айстрових (Asteraceae). Вид зростає в Європі: Естонія, Чехія, Словаччина, Данія, Фінляндія, Німеччина, Велика Британія, Ірландія, Польща, Швеція; інтродукований до Британської Колумбії; це багаторічна рослина помірних біомів.

## Опис
T. pallidipes — випростаний і досить високий вид з вузькокрилими білуватими черешками. Як і кілька інших видів із групи Croceiflora, він досить безхарактерний, але більш-менш гомофільні великі кінцівки у формі шолома та довгі, вузькі, бліді та сильно загнуті зовнішні приквітки є додатковими орієнтирами.